# Claro Open Colsanitas 2016
Il Claro Open Colsanitas 2016 è stato un torneo femminile di tennis giocato sulla terra rossa. È stata la 19ª edizione del Claro Open Colsanitas, che fa parte della categoria International nell'ambito del WTA Tour 2016. Si è giocato al Centro De Alto Rendimento di Bogotà, in Colombia, dall'11 al 17 aprile 2015.

## Partecipanti

### Teste di serie
| Nazionalità | Giocatrice             | Ranking* | Testa di serie |
| ----------- | ---------------------- | -------- | -------------- |
| Ucraina     | Elina Svitolina        | 16       | 1              |
| Brasile     | Teliana Pereira        | 49       | 2              |
| Colombia    | Mariana Duque Mariño   | 77       | 3              |
| Spagna      | Lara Arruabarrena      | 80       | 4              |
| Stati Uniti | Irina Falconi          | 91       | 5              |
| Germania    | Tatjana Maria          | 105      | 6              |
| Spagna      | Lourdes Domínguez Lino | 112      | 7              |
| Stati Uniti | Anna Tatišvili         | 116      | 8              |

- Ranking al 4 aprile 2016.

### Altre partecipanti
Giocatrici che hanno ricevuto una Wild card:
- Emiliana Arango
- Nadia Echeverría Alam
- Yuliana Lizarazo

Giocatrici passate dalle qualificazioni:

- Sanaz Marand
- Tereza Martincová
- Chloé Paquet
- Catalina Pella
- Conny Perrin
- Daniela Seguel

## Campionesse

### Singolare
Irina Falconi ha sconfitto in finale  Sílvia Soler Espinosa con il punteggio di 6-2, 2-6, 6-4.
- È il primo titolo in carriera per la Falconi.

### Doppio
Lara Arruabarrena /  Tatjana Maria hanno sconfitto in finale  Gabriela Cé /  Andrea Gámiz con il punteggio di 6-2, 4-6, [10-8].